# رافائل ایلیانو
رافائل ایلیانو (ایتالیایی: Raffaele Illiano؛ زادهٔ ۱۱ فوریهٔ ۱۹۷۷) دوچرخه‌سوار اهل ایتالیا است.